# Tingi (Nyasa)
Tingi ist ein Verwaltungsbezirk (Ward) des Distrikts Nyasa in der tansanischen Region Ruvuma.

## Geografie
Tingi liegt im Südwesten von Tansania etwa 25 Kilometer östlich der Distrikthauptstadt Mbamba Bay. Der Bezirk grenzt im Norden an Mpepai des Distrikts Mbinga (TC), im Osten an Liparamba, im Südosten an Mpepo, im Südwesten an Chiwanda und im Nordwesten an Lumeme und Upolo.
Bei der Volkszählung 2022 lebten 12.097 Menschen in 2823 Haushalten auf einer Fläche von 209 Quadratkilometern.

## Gliederung
Der Bezirk besteht aus drei Gemeinden (Mtaa) mit 17 Orten (Kitongoji):
| Tingi - Tingi Mjini - Maramara - Muhimbili - Mbugani - Ngomba | Lulimbo - Lulimbo - Makatani - Lumeme - Mbalanenga - Mbelembe | Malungu - Malungu Kati - Kilanga Juu - Ukuli - Njomlole - Songea - Uhamiaji - Matalawe |

## Infrastruktur
- Bildung: Die Tingi Secondary School ist eine staatliche weiterführende Schule, die rund 200 Mädchen und Burschen bis zur 4. Stufe ausbildet.[7]
- Gesundheit: In der Gemeinde Tingi befindet sich ein Gesundheitszentrum, das von der römisch-katholischen Kirche geführt wird.[8]